# 周以良
周以良（1922年12月9日—2005年12月5日），男，安徽省至德县人，生于天津，中国森林植物学家，曾任东北林学院副院长，中国林学会常务理事、顾问。